# Комбу (страва)
Комбу (яп. 昆布), корейською: ташіма (кор. 다시마), китайською: кит. трад. 海帶, спр. 海带, піньїнь: hǎidài, акад. хайдай, — їстівна ламінарієва водорість, поширена в Південно-Східної Азії.
Більшість водоростей, які називають «комбу», належать до виду ««Saccharina japonica»» («Laminaria japonica»), які масово культивують в морях Японії і Кореї. Більше 90 % японської комбу культивується переважно на Хоккайдо, хоча у Внутрішньому Японському морі також є декілька великих ферм.

## Історія
Найперша згадка про комбу в літописі Ніхон Сьокі датується 797 роком, тоді комбу входило до данини, яку надіслали до столиці з регіону Тогоку. Існує думка, що комбу вживають з давніших часів, можливо, починаючи з періоду Дзьомон. Проте археологічного підтвердження тут годі відшукати, оскільки комбу є надто недовговічним матеріалом. У період Муроматі був винайдений новий спосіб сушіння, який дозволив зберігати комбу більше трьох днів. Відтоді комбу стала важливим продуктом експорту з Тогоку. До періоду Едо, коли Хоккайдо був колонізований, і там були прокладені торгові шляхи, комбу став популярний у всій Японії. З періоду Едо комбу поширилася на Окінаву, а в окінавській кухні ці водорості займають важливе місце. Сьогодні на Окінаві споживають найбільше комбу в Японії. У XX столітті був винайдений спосіб культивації комбу, тож вона значно подешевшала і стала загальнодоступним продуктом.
1867 року слово «комбу» з'явилося в англомовній публікації: «A Japanese and English Dictionary», Джеймса Хепберна.
З 1960-х років комбу стали експортувати в багато країн світу.

## Страви з комбу

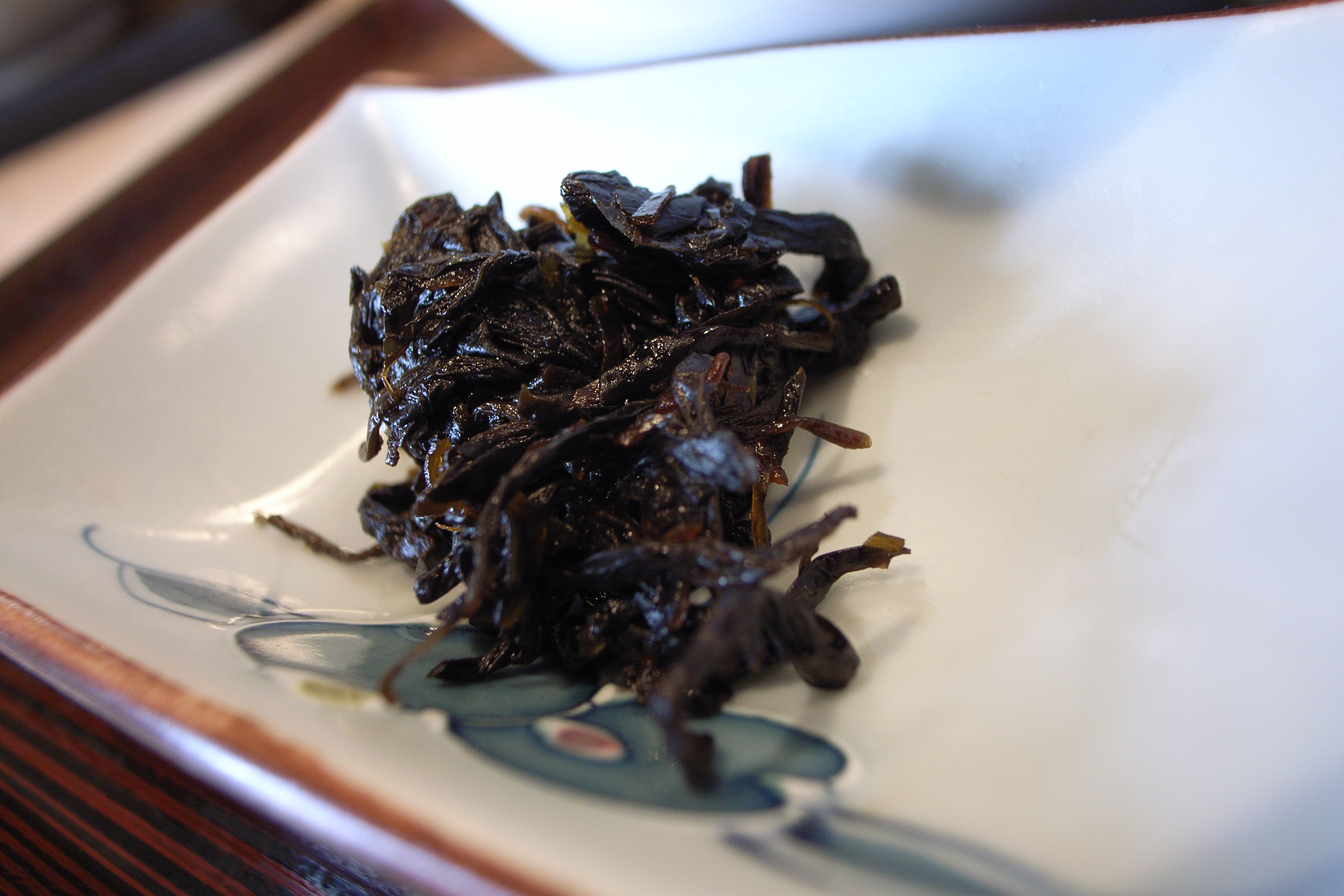
«цукідані» з комбу

Комбу — популярний інгредієнт багатьох японських страв. З ним готують бульйон дасі. Комбу продають сушеною (яп. сомбо, комбу для дасі), маринованою в оцті (яп. Су комбу, комбу з оцтом), сушеною стружкою (оборо комбу), а також свіжу, в сасимі. Комбу-дасі іноді перемелюють в порошок, щоб потім використати для швидшого приготування дасі. Інший метод — розм'якшення смужок комбу в гарячій воді. Якщо м'які смужки прокип'ятити в соєвому соусі з додаванням міріна, вийде «цукудані».
Комбу, нарізану смужками 5-6-сантиметрової довжини і двосантиметрової ширини, також маринують в кисло-солодкому маринаді, а потім вживають як закуску до зеленого чаю.
Комбу додають у страви з бобами, щоб підвищити їхню поживну цінність і засвоюваність.
"Комбуча" (яп. 昆布茶, чай з комбу) — напій з порошку комбу.
Комбу приправляють рис для суші.

## Харчова цінність
Комбу — джерело глутамінової кислоти, амінокислоти, відповідальної за один з п'яти основних смаків — «умамі» (доданий до солоного, солодкого, кислого і гіркого 1908). Крім комбу, цей смак дає глутамат натрію, популярний підсилювач смаку.
Комбу містить йод, необхідний людині для нормального розвитку. Проте високий вміст йоду може спричинити негативний вплив на щитоподібну залозу.
У комбу багато харчових волокон.

## Види комбу
- Карафуто-комбу («Laminaria saccharina»), містить маніт і вважається солодшим за звичайне.
- Ма-комбу («Saccharina japonica»)
- Мицусі-комбу або дасі-комбу («Laminaria angustata»), найчастіше використовується для приготування дасі.
- Нага-комбу («Laminaria longissima»)
- Рисірі-комбу («Laminaria ochotensis»)